# Гомонай Ганна Станіславівна
Гомона́й Ганна Станісла́вівна (нар. 29 травня 1979, Київ) — українська журналістка та телеведуча.

## Життєпис

### Освіта
- Закінчила київську середню школу № 251.
- З 1996 по 1997 рік навчалася в ліцеї ім. Августіна Курну (м. Грей, Франція).
- У 2003 році закінчила Інститут журналістики Київського національного університету імені Тараса Шевченка, магістр.

### Кар'єра
Після завершення навчання почала працювати на «Новому каналі», де з 1999 по 2004 рік була репортеркою новин, авторкою та ведучою програми «Спецрепортер».
У 2004 році перейшла на «5 канал», де працювала ведучою новин.
У 2005 році була запрошена працювати на телеканал «К1», який тоді тільки створювався, де до 2007 року була ведучою інформаційно-аналітичної програми «Один день».
У 2007 році перейшла працювати ведучою на «Інтер». Спочатку вела «Подробности» (2007-2008), потім денні та вечірні випуски новин. Згодом протягом двох років поєднувала роботу в новинах та "Ранку з "Інтером“. Під час Євромайдану, який маніпулятивно висвітлювався "Інтером", звільнилася з «Новин» і залишилася ведучою «Ранку» та спецпроєктів каналу.
Разом із Савіком Шустером з 2007 по 2008 рік вела популярний проєкт «Великі українці». Зайняла принципову позицію після скандалу з імовірною фальсифікацією результатів проєкту: всупереч офіційній позиції каналу виступила на користь перерахунку голосів.
У 2011 році була ведучою святкового концерту до 20-річчя Незалежності України на Майдані Незалежності.
У серпні 2014 року залишила посаду ведучої ранкової програми після того, як керівництво «Інтера» повернуло в ефір телеведучих, дискредитованих упередженим ставленням до Євромайдану, і повернулася в новинну службу.
Учасниця ТОП-30 найуспішніших телеведучих України за версією журналу «Фокус».
З 2015 по 2021 рік проживала у місті Оттава, куди переїхала разом з чоловіком, призначеним послом України в Канаді.
Під час перебування у Канаді працювала з організаціями української громади, дипломатичної спільноти. Організовувала програму візитів до Канади українських Перших Леді Марини Порошенко та Олени Зеленської.
Після закінчення дипломатичної каденції чоловіка повернулася в Україну й у грудні 2021 року почала роботу ведучою на парламентському телеканалі «Рада».
Після початку повномасштабного російського вторгнення в Україну — ведуча інформаційного телемарафону "Єдині новини". 24 лютого 2022 року разом з Вадимом Карп'яком стала першою ведучою телемарафону. Спеціалізується на розмовних студіях. У рамках марафону брала інтерв'ю у Бориса Джонсона (Велика Британія), Христі Фріланд (Канада), Марка Рютте (Нідерланди), Міхала Мартіна (Ірландія), Маріуша Блащака (Польща) та багатьох інших. 
У червні 2022 року була ведучою заходу із вшанування пам'яті дітей, забраних війною, — за участю Першої Леді Олени Зеленської та дипломатичного корпусу, акредитованого у Києві.
Була ведучою Саміту Перших леді та джентльменів у 2022 та 2023 роках.

### Особисте життя
Чоловік — журналіст, політик і дипломат Андрій Шевченко.
Доньки — Марічка (2004 р. н.) та Софійка (2018 р. н.).

## Фільмографія
- 2007 — «Дуже новорічне кіно, або Ніч у музеї» — епізодична роль